# Mireille Nguimgo
Mireille Nguimgo, född 7 november 1976, är en friidrottare från Kamerun. Hon deltog vid olympiska sommarspelen 2000.